# Васил Янакиев (адмирал)
Васил Георгиев Янакиев е български офицер, адмирал и политик от БКП.

## Биография
Роден е на 9 декември 1927 г. в София. Член е на РМС от 1942 г., а на БКП от 1948 г. От 1943 до 1944 г. е партизанин във Първа софийска народоосвободителна бригада. След 9 септември 1944 г. влиза в българската армия. На 7 септември 1950 г. завършва Висшето военноморско училище във Варна, а през 1956 г. и Военноморската академия в Санкт Петербург. Бил е началник-щаб на Военноморския флот в периода 1962 – 1972 г. Произведен в звание контраадмирал през 1969 г. В периода 16 октомври 1972 – 15 август 1990 е командващ Българския военноморски флот. От 1976 до 1981 г. е кандидат-член на ЦК на БКП, а от 1981 до 1990 г. и член на ЦК на БКП. Член е и на бюрото на Окръжния комитет на БКП във Варна..
Умира на 7 юли 2017 г. във Варна.